# BYD C9
Der BYD C9 ist ein Reisebus des chinesischen Herstellers BYD Auto. Er ist der weltweit erste Elektro-Reisebus.

## Geschichte
Seit 2010 baut BYD Auto, globaler Marktführer bei Elektrofahrzeugen, Linienbusse mit Elektroantrieb. Mit dem BYD ebus gelang es dem Unternehmen, innerhalb weniger Jahre Weltmarktführer bei Batteriebussen zu werden, auch durch die Erfahrungen des Mutterkonzerns BYD, des größten Produzenten von wiederaufladbaren Akkumulatoren.
Der Bau von Batteriebussen konzentrierte sich bis 2015 ausschließlich auf im Kurzstreckenverkehr eingesetzte Stadtbusse mit dem bei diesen Fahrzeugen üblicherweise reduzierten Sitzkomfort. Mit der Präsentation des BYD C9 im Januar 2015 auf der Busmesse UMA Motorcoach EXPO in New Orleans wurde erstmals ein auch für den außerstädtischen Verkehr geeigneter Elektro-Reisebus vorgestellt.
In Europa wurde das Fahrzeug erstmals im Juni 2016 auf der französischen Messe transport publics vorgestellt. Der erste Käufer war Green Yvelines; ein weiteres Busunternehmen in der Nähe von Paris hat zwölf Fahrzeuge bestellt. Wie einige andere Großstädte beabsichtigt die Stadt Paris, ab 2020 keine Dieselfahrzeuge mehr im Innenstadtbereich zuzulassen. In China werden rund 100 Fahrzeuge eingesetzt (Stand Ende 2016).
Von Oktober 2018 bis November 2019 setzte Flixbus den C9 mit 40 Sitzplätzen auf der Strecke zwischen Frankfurt und Mannheim über Frankfurt Flughafen und Heidelberg im Linienverkehr ein, wo dieser viermal täglich verkehrte. Die Strecke betrug 115 km bei einer Reichweite von 320 km. Der Bus wurde ein- bis zweimal am Tag und während der Nacht mit 2 × 40 kW mit Ökostrom geladen. Wegen technischer Probleme und Ausfällen aufgrund zu großer Fehleranfälligkeit der Lithium-Eisenphosphat-Batterien wurde das Projekt eingestellt.

## Einsatzbereich
Der BYD C9 ist vor allem für touristische Rundfahrten sowie als komfortabler Flughafen-Zubringer geeignet, da dies vorhersehbare Fahrtstrecken mit kalkulierbarer, täglicher Rückkehr zur Depotladestation sind, was vorteilhaft für den Einsatz von Elektrobussen ist.

## Produktionsort
Produziert wird das Fahrzeug in China sowie in der kalifornischen Stadt Lancaster (Kalifornien). Für das Frühjahr 2017 ist auch die Montage in einem 2016 neu errichteten Werk in der ungarischen Stadt Komárom vorgesehen. Der Hersteller spricht von bis zu 400 neuen Bussen, die das Werk für den europäischen Markt jährlich verlassen sollen.

## Varianten
In Form des BYD C10 wird auch eine längere Variante mit drei Achsen und bis zu 60 Sitzen angeboten. Die technischen Daten und die Art des Antriebes sind mit denen des C9 identisch. Einzig die Kapazität des Akkus wurde von 365 auf 394 kWh erhöht.

## Technik

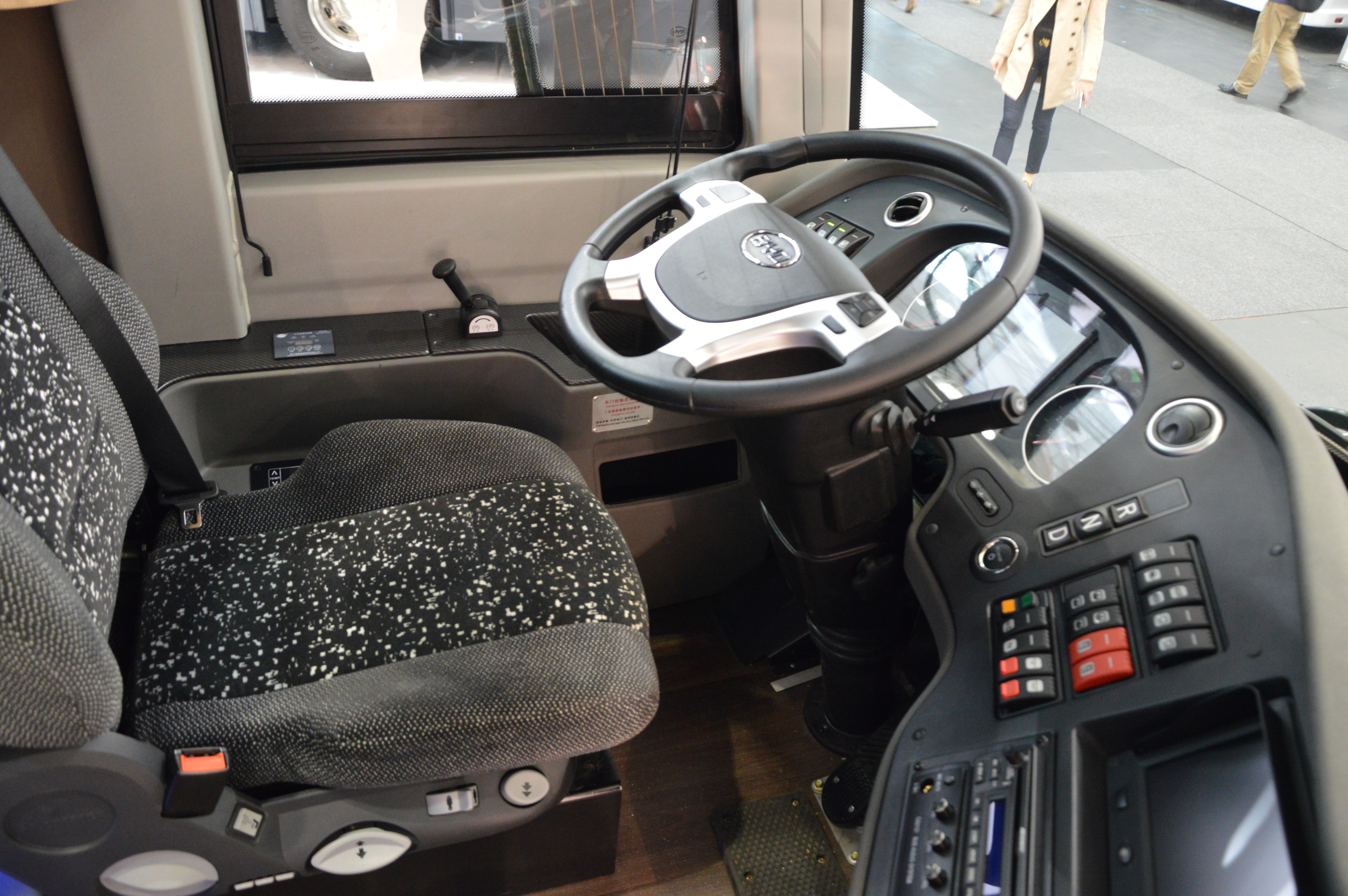
Der Fahrerplatz des BYD C9 mit Multimedia-Display

Kernstück des Fahrzeuges ist der von BYD selbst entwickelte Lithium-Eisenphosphat-Akkumulator. Diese recyclingfähige Hochenergiezelle gilt als sicher (kein thermisches Durchgehen), feuerfest, umweltfreundlich (keine Schwermetalle oder toxischen Elektrolyte) und vollständig recycelbar. Die Energie wird auf zwei von BYD entwickelten Radnabenmotoren übertragen, die als bürstenlose Wechselstrom-Synchronmotoren auf die Hinterachse wirken.
Laut Herstellerangaben reicht die gespeicherte Energie, um mit dem Bus über 249 Kilometer (155 Meilen) ohne Aufladen zurückzulegen. Die Steigfähigkeit beträgt rund 20 %. Die für den europäischen Markt angebotenen Modelle sind weitgehend technikgleich mit den in China und den USA vermarkteten Fahrzeugen; entsprechend den Ansprüchen des europäischen Marktes verfügen sie jedoch über eine hochwertigere Innenausstattung.

## Preis
Der Preis wird mit rund 450.000 Euro (Stand: 2017) angegeben.